# 安瓦尔·艾哈迈德汗
安瓦尔·艾哈迈德汗（1933年9月24日—2014年5月2日），巴基斯坦男子曲棍球运动员。他曾代表巴基斯坦参加1956年、1960年和1964年夏季奥林匹克运动会曲棍球比赛。